# 三氟甲基五氟化硫
三氟甲基五氟化硫，化学式 CF3SF5，是一种稀有的工业温室气体。 它在 2000年首次在大气中被检测到。 三氟甲基六氟化硫是“超级温室气体”之一。以每个分子计算，它被认为是地球大气中最强大的温室气体，全球暖化潜势是二氧化碳的18000倍。 这种化合物在大气中预测有800年的寿命。 然而，目前三氟甲基五氟化硫的浓度仍然不太可能对全球变暖作出可衡量贡献的水平。 三氟甲基五氟化硫气体在大气中的存在归因于人类，可能是碳氟化合物的制造产生的一种副产物， 源于SF6与电子设备和微芯片中使用的氟聚合物的反应，或在高压电设备中的SF6与CF3反应，形成CF3SF5分子。它的化学性质类似六氟化硫 (SF6)。